# 上海皮鞋廠
上海皮鞋廠，是上海市的老字號企業。上海皮鞋廠創業於1933年，在1951年改制為上海市皮鞋生產合作社。此後上海市皮鞋生產合作社及江寧皮鞋生產合作社、茂昌皮鞋廠等公司合併為國營上海製鞋廠，再在1960年10月和上海皮革製品廠合併，更名為上海皮鞋廠。2023年，上海皮鞋廠被列入中華老字號。